# Nabucodonosor II
Nabucodonosor II (em acádio: ; romaniz.: Nabû-kudurri-uṣur; lit.  "Nabu, vigie meu herdeiro"), historicamente conhecido como Nabucodonosor, o Grande, foi o segundo e o maior rei do Império Neobabilônico, governando desde a morte de seu pai Nabopolassar em 605 a.C. até sua própria morte em 562 a.C. Nabucodonosor continua famoso por suas campanhas militares no Levante, por seus projetos de construção em sua capital, Babilônia, e pelo importante papel que desempenhou na história judaica. Governando por 43 anos, Nabucodonosor foi o rei da dinastia caldeia que teve reinado mais duradouro. Na época de sua morte, Nabucodonosor era o governante mais poderoso do mundo conhecido.
Possivelmente nomeado em referência a seu avô homônimo, ou a Nabucodonosor I (c. 1125–1104 a.C.), e um dos maiores reis-guerreiros da Babilônia, Nabucodonosor II já garantiu renome durante o reinado de seu pai, liderando exércitos na guerra medo-babilônica contra o Império Assírio. Na Batalha de Carquemis em 605 a.C., Nabucodonosor infligiu uma derrota esmagadora a um exército egípcio liderado pelo Faraó Necao II e garantiu que o Império Neobabilônico sucedesse o Império Neoassírio como a potência dominante no Antigo Oriente Próximo. Pouco depois dessa vitória, Nabopolassar morreu e Nabucodonosor tornou-se rei. Apesar de sua carreira militar bem-sucedida durante o reinado de seu pai, o primeiro terço ou mais do reinado de Nabucodonosor viu pouca ou nenhuma grande conquista militar, e notavelmente um desastroso fracasso em uma tentativa de invasão do Egito. Esses anos de desempenho militar sem brilho viram alguns dos vassalos da Babilônia, particularmente no Levante, começando a duvidar do poder da Babilônia, enxergando o Império Neobabilônico como um 'tigre de papel' em vez de um poder verdadeiramente no nível do Império Neoassírio. A situação ficou tão grave que as próprias pessoas na Babilônia começaram a desobedecer ao rei, algumas chegando a se revoltar contra o governo de Nabucodonosor.
Após esse período inicial decepcionante como rei, a sorte de Nabucodonosor mudou. Na década de 580 a.C., Nabucodonosor se envolveu em uma série de atividades militares bem-sucedidas no Levante contra os estados vassalos em rebelião ali, provavelmente com o objetivo final de conter a influência egípcia na região. Em 586 a.C., Nabucodonosor destruiu o Reino de Judá e sua capital, Jerusalém. A destruição de Jerusalém levou ao Cativeiro Babilônico quando a população da cidade e as pessoas das terras vizinhas foram deportadas para a Babilônia. Os judeus a partir de então se referiram a Nabucodonosor, o maior inimigo que haviam enfrentado até aquele ponto, como um 'destruidor de nações'. O livro bíblico de Jeremias descreve Nabucodonosor como um inimigo cruel, mas também como o governante do mundo apontado por Deus e como um instrumento divino para punir a desobediência. Por meio da destruição de Jerusalém, da captura da rebelde cidade fenícia de Tiro e de outras campanhas no Levante, Nabucodonosor completou a transformação do Império Neobabilônico na nova grande potência do Antigo Oriente Próximo.
Além de suas campanhas militares, Nabucodonosor é lembrado como um grande rei construtor. A prosperidade garantida por suas guerras permitiu-lhe conduzir grandes projetos de construção na Babilônia e em outros lugares da Mesopotâmia. A imagem moderna da Babilônia é em grande parte da cidade como era após os projetos de Nabucodonosor, durante os quais ele, entre outras obras, reconstruiu muitos dos edifícios religiosos da cidade, incluindo o Esagila e o Etemenanqui, reparou seu palácio de então e construiu um novo palácio, e embelezou seu centro cerimonial por meio de reformas na Via Processional da cidade e na Porta de Istar. Como a maioria das inscrições de Nabucodonosor tratam de seus projetos de construção, em vez de realizações militares, por um tempo ele foi visto pelos historiadores principalmente como um construtor, em vez de um guerreiro.

## Origens

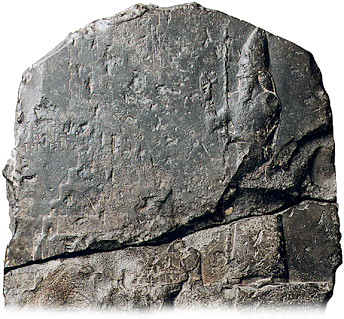
Porção da chamada 'estela Torre de Babel', representando Nabucodonosor II à direita e apresentando o grande zigurate de Babilônia (o Etemenanqui) à sua esquerda

Existem apenas poucas fontes cuneiformes para o período entre 594 e 557 a.C., cobrindo grande parte do reinado de Nabucodonosor II e os reinados de seus três sucessores imediatos; Evil-Merodaque, Neriglissar e Labasi-Marduque. Essa falta de fontes tem o infeliz efeito de que, embora Nabucodonosor tenha tido o reinado mais longo de todos eles, menos se sabe com segurança sobre este do que sobre os reinados de quase todos os outros reis neobabilônicos. Embora o punhado de fontes cuneiformes recuperadas, notadamente a Crônica Babilônica, confirmem alguns eventos de seu reinado, como conflitos com o Reino de Judá, outros eventos, como a destruição do Templo de Salomão em 586 a.C. e outras campanhas militares potenciais conduzidas por Nabucodonosor, não estão cobertos em quaisquer documentos cuneiformes conhecidos.
As reconstruções históricas desse período geralmente seguem fontes secundárias em hebraico, grego e latim para determinar quais eventos ocorreram na época, além das tabuletas de contrato da Babilônia. Embora usar fontes escritas por autores posteriores, muitos delas criadas vários séculos após a época de Nabucodonosor e muitas vezes incluindo suas próprias atitudes culturais para os eventos e figuras discutidas, apresente problemas por si só, confundindo a linha entre a história e tradição, é a única abordagem possível para obter informações sobre o reinado de Nabucodonosor.

## Antecedentes

### Ancestralidade e juventude

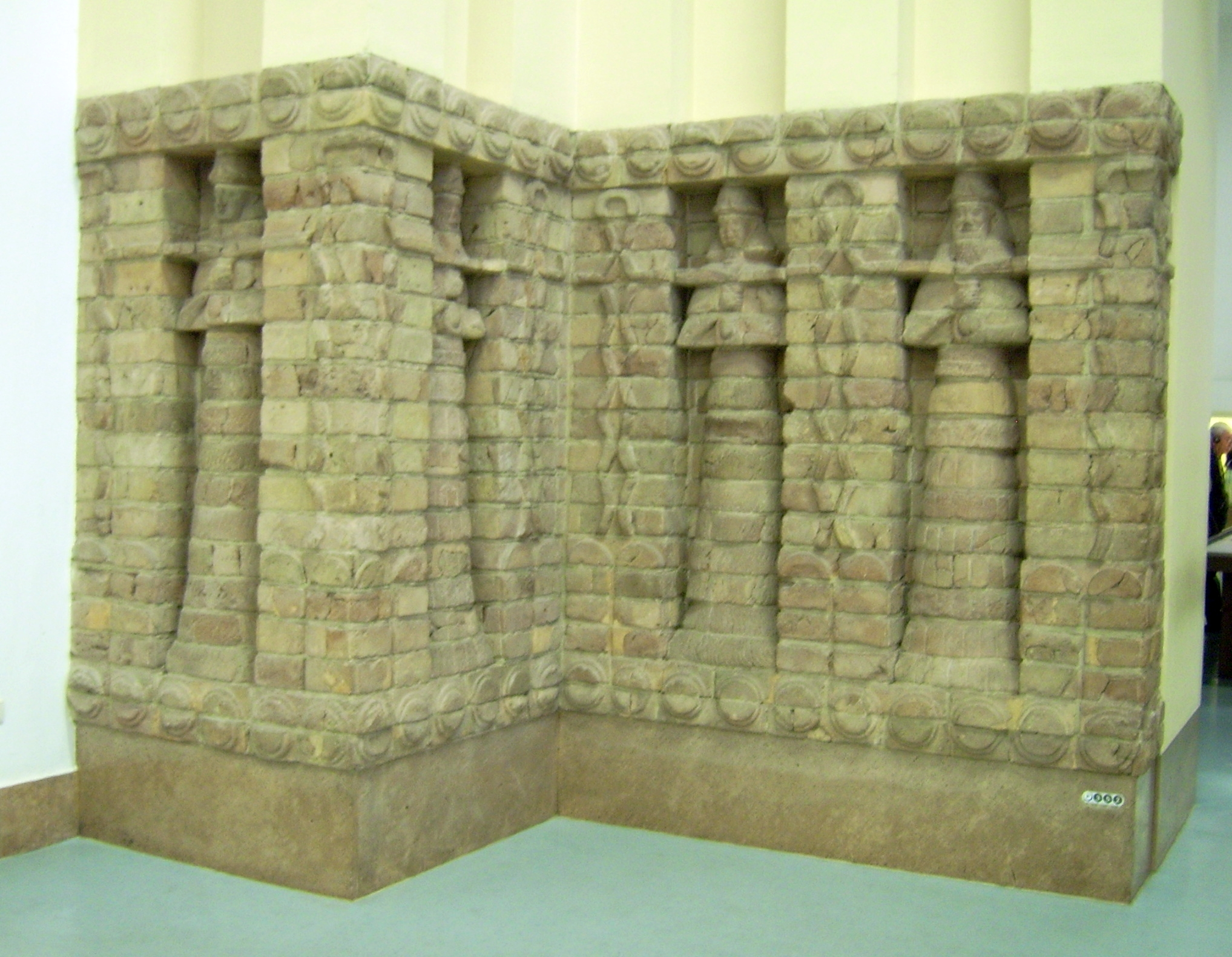
Parte preservada do templo Eana em Uruque. Nabucodonosor é atestado como o sumo sacerdote do templo de Eana de 626/625 a

Nabucodonosor era o filho mais velho de Nabopolassar (r. 626–605 a.C.), o fundador do Império Neobabilônico. Isso é confirmado pelas inscrições de Nabopolassar, que explicitamente nomeiam Nabucodonosor como seu 'filho mais velho', bem como inscrições do reinado de Nabucodonosor, que se referem a ele como o 'primeiro' ou 'filho principal' de Nabopolassar, e como o 'verdadeiro' ou 'herdeiro legítimo'. O Império Neobabilônico foi fundado por meio da rebelião de Nabopolassar, e mais tarde da guerra contra o Império Neoassírio, que libertou a Babilônia após quase um século de controle assírio. A guerra resultou na destruição completa da Assíria, e o Império Neobabilônico, que se ergueu em seu lugar, era poderoso, mas construído às pressas e politicamente instável.
Como Nabopolassar nunca esclareceu sua ancestralidade na linhagem em nenhuma de suas inscrições, sua origem não é totalmente clara. Historiadores subsequentes identificaram Nabopolassar como um caldeu, um assírio ou um babilônico. Embora nenhuma evidência o confirme conclusivamente como sendo de origem caldeia, o termo "dinastia caldeia" é frequentemente usado por historiadores modernos para a família real que ele fundou, e o termo "Império Caldeu" permanece em uso como um nome historiográfico alternativo ao Império Neobabilônico.
Nabopolassar parece, independentemente de sua origem étnica, ter sido fortemente conectado à cidade de Uruque, localizada ao sul da Babilônia. É possível que ele fosse um membro de sua elite governante antes de se tornar rei e há um crescente corpo de evidências de que a família de Nabopolassar se originou em Uruque, por exemplo, que as filhas de Nabucodonosor viviam na cidade. Em 2007, Michael Jursa propôs a teoria de que Nabopolassar era membro de uma família política proeminente em Uruque, cujos membros são atestados desde o reinado de Assaradão (r. 681–669 a.C.). Para apoiar sua teoria, Jursa apontou como os documentos descrevem como o túmulo e o corpo de 'Cudurru', um governador falecido de Uruque, foi profanado devido às atividades anti-assírias dos dois filhos de Cudurru, Nabu-shumu-ukin e um filho cujo nome está quase ausente. A profanação chegou a arrastar o corpo de Cudurru pelas ruas de Uruque. Cudurru pode ser identificado com Nabucodonosor (Nabû-kudurri-uṣur, "Cudurru" simplesmente sendo um apelido comum e abreviado), um oficial proeminente em Uruque que serviu como governador do rei assírio Assurbanípal (r. 669–631 a.C.) na década de 640 a.C. Na tradição assíria, a profanação de um cadáver mostrava que o falecido e sua família sobrevivente eram traidores e inimigos do Estado, e que deviam ser completamente erradicados, servindo para puni-los mesmo após a morte. O nome do filho cujo nome não está preservado na carta terminava com ahi, nâsir ou uṣur, e os vestígios restantes podem caber com o nome Nabû-apla-uṣur, o que significa que Nabopolassar poderia ser o outro filho mencionado na carta e, portanto, um filho de Cudurru.
O reforço dessa conexão é que Nabucodonosor II é atestado muito cedo durante o reinado de seu pai, de 626/625 a 617 a.C., como sumo sacerdote do templo Eana em Uruque, onde é frequentemente atestado sob o apelido de 'Cudurru'. Nabucodonosor deve ter sido feito sumo sacerdote muito jovem, considerando que seu ano de morte, 562 a.C., é 64 anos após 626 a.C. O segundo filho do Cudurru original, Nabusumuquim, também parece ser atestado como um general proeminente sob Nabopolassar, e o nome também foi usado por Nabucodonosor II para um de seus filhos, possivelmente homenageando seu tio morto.

### Nome

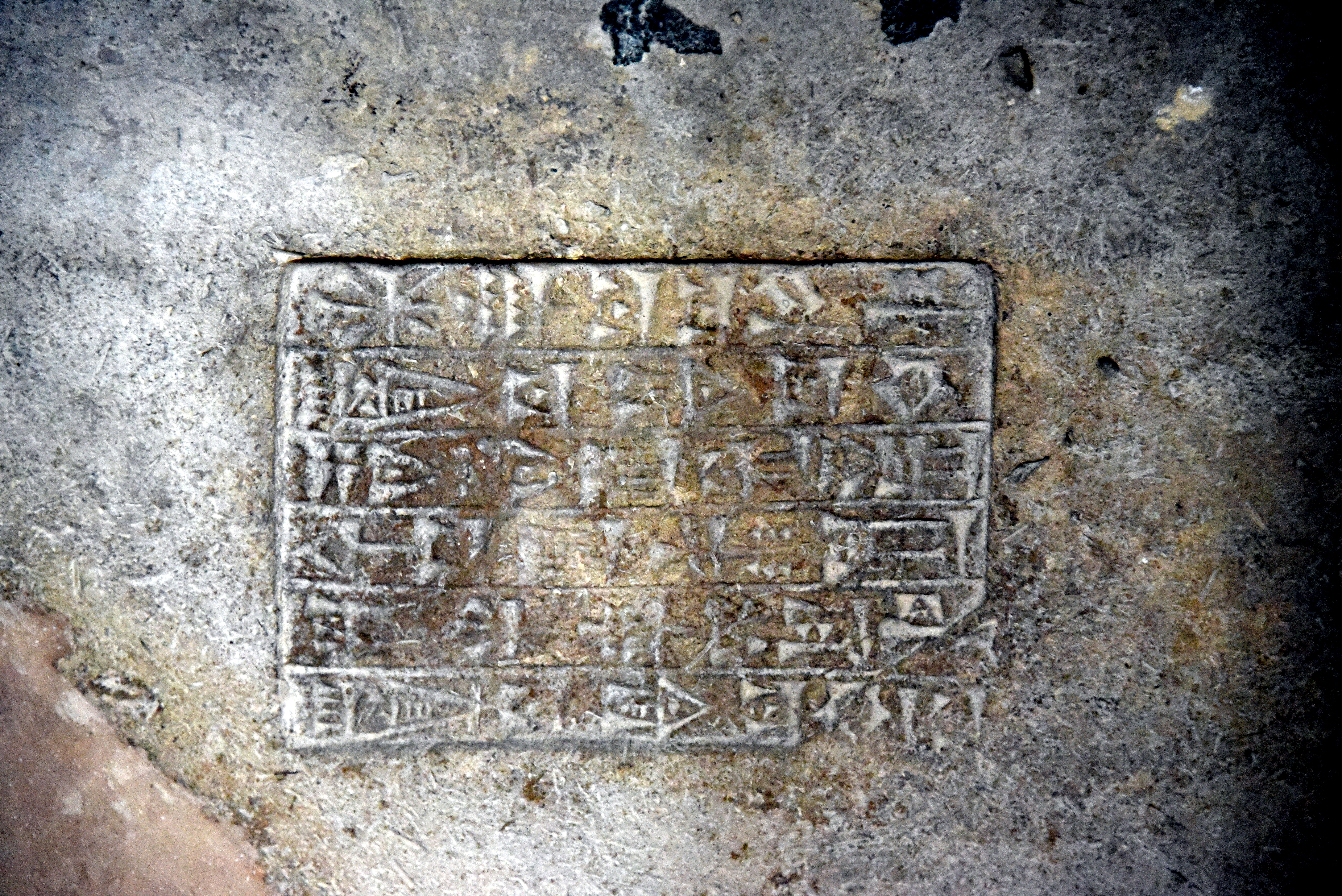
Um tijolo de barro queimado da Babilônia, estampado com o nome e títulos de Nabucodonosor

O nome de Nabucodonosor II em acadiano era Nabû-kudurri-uṣur, que significa "Nabu, vigie meu herdeiro". O nome era frequentemente interpretado em estudos anteriores como "Nabu, proteja a fronteira", visto que a palavra kudurru também pode significar 'fronteira' ou 'linha'. Os historiadores modernos apoiam a interpretação do "herdeiro" sobre a interpretação da "fronteira" em termos desse nome. Não há razão para acreditar que os babilônios pretendiam que o nome fosse difícil de interpretar ou tivesse um duplo significado.
Nabû-kudurri-uṣur é tipicamente anglicizado para 'Nebuchadnezzar', seguindo como o nome é mais comumente traduzido em hebraico e grego, particularmente na maior parte da Bíblia. Em hebraico, o nome foi traduzido como נְבוּכַדְנֶאצַּר (Nəḇūḵaḏneʾṣṣar) e em grego foi traduzido como Ναβουχοδονόσορ (Nabouchodonosor). Alguns estudiosos, como Donald Wiseman, preferem a anglicização 'Nebuchadrezzar', com um 'r' ao invés de um 'n', seguindo a suposição de que 'Nabucodonosor' é uma forma posterior, corrompida, do contemporâneo Nabû-kudurri-uṣur. A anglicização alternativa Nebuchadrezzar deriva de como o nome é traduzido nos livros bíblicos de Jeremias e Ezequiel, נְבוּכַדְרֶאצַּר (Nəḇūḵaḏreʾṣṣar), uma transliteração mais fiel do nome acadiano original. O assiriólogo Adrianus van Selms sugeriu em 1974 que a variante com um 'n' em vez de um 'r' era um apelido rude, derivado de uma versão acadiana como Nabû-kūdanu-uṣur, que significa 'Nabu, proteja a mula', embora não há evidências para essa ideia. Van Selms acreditava que um apelido como esse poderia derivar do início do reinado de Nabucodonosor, que foi atormentado por instabilidade política.
O nome de Nabucodonosor II, Nabû-kudurri-uṣur, era idêntico ao nome de seu antecessor distante, Nabucodonosor I (r. 1125–1104 a.C.), que governou mais de cinco séculos antes da época de Nabucodonosor II. Assim como Nabucodonosor II, Nabucodonosor I foi um renomado rei-guerreiro, que apareceu em uma época de convulsão política e derrotou as forças dos inimigos de Babilônia, no caso de Nabucodonosor I, os elamitas. Embora nomes teofóricos usando o deus Nabu sejam comuns em textos do início do Império Neobabilônico, o nome Nabucodonosor é relativamente raro, sendo mencionado apenas quatro vezes com certeza. Embora não haja evidências de que Nabopolassar nomeou seu filho em homenagem a Nabucodonosor I, Nabopolassar era conhecedor da história e trabalhou ativamente para conectar seu governo ao governo do Império Acádio, que o precedeu por quase dois mil anos. O significado de seu filho e herdeiro com o nome de um dos maiores reis da Babilônia não teria sido perdido por Nabopolassar.
Se a teoria de Jursa sobre a origem de Nabopolassar estiver correta, é alternativamente possível que Nabucodonosor II tenha o nome de seu avô de mesmo nome, já que os babilônios empregavam patronímicos, em vez daquele do rei anterior.

### Nabucodonosor como príncipe herdeiro

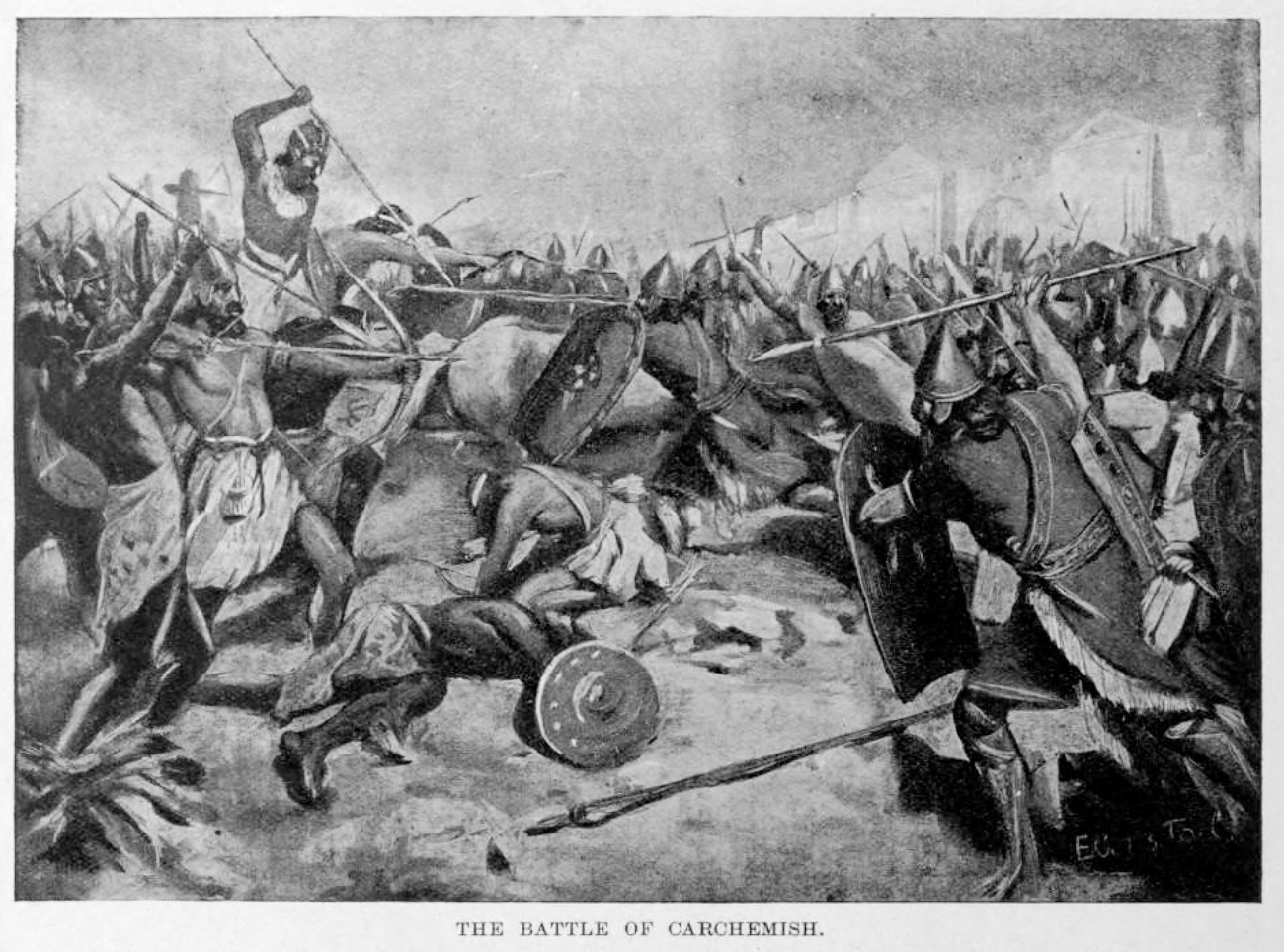
A Batalha de Carquemis, conforme representada na História das Nações de Hutchinson (1900)

A carreira militar de Nabucodonosor começou já durante o reinado de seu pai, embora poucas informações tenham sobrevivido. Com base em uma carta enviada à administração do templo Eana, parece que Nabucodonosor participou da campanha de seu pai para tomar a cidade de Harã em 610 a.C. Harã foi a sede de Assurubalite II, que reuniu o que restou do exército assírio e governou o que restou do Império Neoassírio. A vitória da Babilônia na campanha de Harã e a derrota de Assurubalite, em 609 a.C., marcaram o fim da antiga monarquia assíria, que nunca seria restaurada. De acordo com a Crônica da Babilônia, Nabucodonosor também comandou um exército em uma região montanhosa não especificada por vários meses em 607 a.C.
Na guerra contra os babilônios e medos, a Assíria aliou-se ao Faraó Psamético I do Egito, que estava interessado em garantir a sobrevivência da Assíria para que a Assíria pudesse permanecer como um estado-tampão entre seu próprio reino e os reinos babilônico e medo. Após a queda de Harã, o sucessor de Psamético, Faraó Necao II, liderou pessoalmente um grande exército nas antigas terras assírias para virar a maré da guerra e restaurar o Império Neoassírio, mesmo que fosse mais ou menos uma causa perdida, pois a Assíria já havia entrado em colapso. Como Nabopolassar estava ocupado lutando contra o Reino de Urartu no norte, os egípcios tomaram o controle do Levante sem oposição, capturando territórios tão ao norte quanto a cidade de Carquemis na Síria, onde Necao estabeleceu sua base de operações.

A maior vitória de Nabucodonosor de seu tempo como príncipe herdeiro veio na Batalha de Carquemis em 605 a.C., que pôs fim à campanha de Necao no Levante ao infligir uma derrota esmagadora aos egípcios. Nabucodonosor tinha sido o único comandante do exército babilônico nesta batalha, pois seu pai havia escolhido ficar na Babilônia, talvez por causa de uma doença. As forças de Necao foram completamente aniquiladas pelo exército de Nabucodonosor, com fontes babilônicas afirmando que nenhum egípcio escapou com vida. O relato da batalha na Crônica Babilônica diz o seguinte:
O rei de Acádia ficou em casa (enquanto) Nabucodonosor, seu filho mais velho (e) príncipe herdeiro reuniu [o exército de Acádia]. Ele assumiu a liderança de seu exército e marchou para Carquemis, que fica às margens do Eufrates. Ele cruzou o rio em Carquemis. [...] Eles lutaram juntos. O exército do Egito recuou diante dele. Ele infligiu uma [derrota] sobre eles (e) acabou com eles completamente. No distrito de Hamate, o exército de Acádia sobrepujou o restante do exército do [Egito, que] conseguiu escapar da derrota e não foi subjugado. Eles infligiram uma derrota sobre eles (de modo que) nem um único homem (egípcio) [não voltou] para casa. Naquela época, Nabucodonosor conquistou toda Ha[ma]te.
A história da vitória de Nabucodonosor em Carquemis reverberou ao longo da história, aparecendo em muitos relatos antigos posteriores, incluindo o Livro de Jeremias e os Livros dos Reis na Bíblia. É possível concluir, com base na geopolítica subsequente, que a vitória resultou em toda a Síria e Palestina sob o controle do Império Neobabilônico, um feito que os assírios sob Tiglate-Pileser III (r. 745–727 a.C.) somente realizaram após cinco anos de campanhas militares prolongadas. A derrota do Egito em Carquemis garantiu que o Império Neobabilônico crescesse e se tornasse a maior potência do Antigo Oriente Próximo e o sucessor inconteste do Império Neoassírio.

## Reinado

### Ascensão ao trono

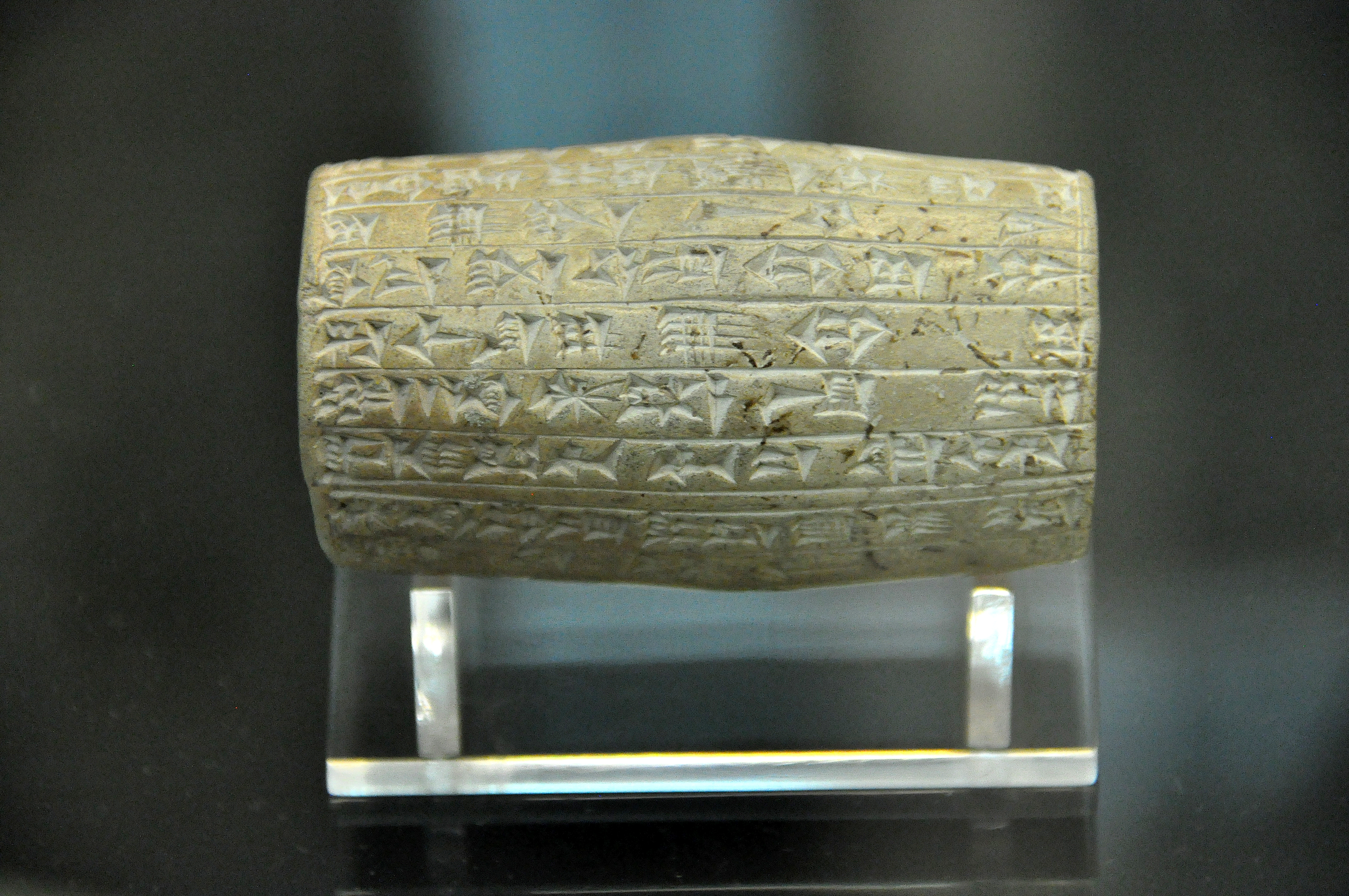
Cilindro de argila de Nabopolassar, pai e predecessor de Nabucodonosor, da Babilônia

Nabopolassar morreu poucas semanas após a vitória de Nabucodonosor em Carquemis. Neste momento, Nabucodonosor ainda estava ausente em sua campanha contra os egípcios, tendo perseguido as forças egípcias em retirada para a região ao redor da cidade de Hamate. A notícia da morte de Nabopolassar chegou ao acampamento de Nabucodonosor em 8 de Abu (final de julho), e Nabucodonosor rapidamente arranjou negócios com os egípcios e apressou-se de volta para a Babilônia, onde foi proclamado rei em 1 de Ululu (meados de agosto). A velocidade com que Nabucodonosor voltou para a Babilônia pode ser devido à ameaça de que um de seus irmãos (dois são conhecidos pelo nome: Nabusumalisir e Nabuzerusabesi) poderia reivindicar o trono em sua ausência. Embora Nabucodonosor tenha sido reconhecido como o filho mais velho e herdeiro por Nabopolassar, Nabusumalisir, o segundo filho de Nabopolassar, foi reconhecido como "seu irmão igual", um título perigosamente vago. Apesar desses possíveis temores, não houve tentativas de usurpar seu trono neste momento.
Um dos primeiros atos de Nabucodonosor como rei foi enterrar seu pai. Nabopolassar foi colocado em um grande caixão, adornado com placas de ouro ornamentadas e vestidos finos com contas de ouro, que foi então colocado dentro de um pequeno palácio que ele construiu na Babilônia. Pouco depois, antes do final do mês em que foi coroado, Nabucodonosor voltou à Síria para retomar sua campanha. A Crônica Babilônica registra que 'ele marchou vitorioso' (o que significa que ele enfrentou pouca ou nenhuma resistência), retornando à Babilônia após vários meses de campanha. A campanha síria, embora tenha resultado em uma certa quantidade de pilhagem, não foi um sucesso completo porque não garantiu o domínio de Nabucodonosor na região. Ele aparentemente falhou em inspirar medo, visto que nenhum dos estados mais ocidentais do Levante jurou fidelidade a ele e pagou tributo.

### Primeiras campanhas militares

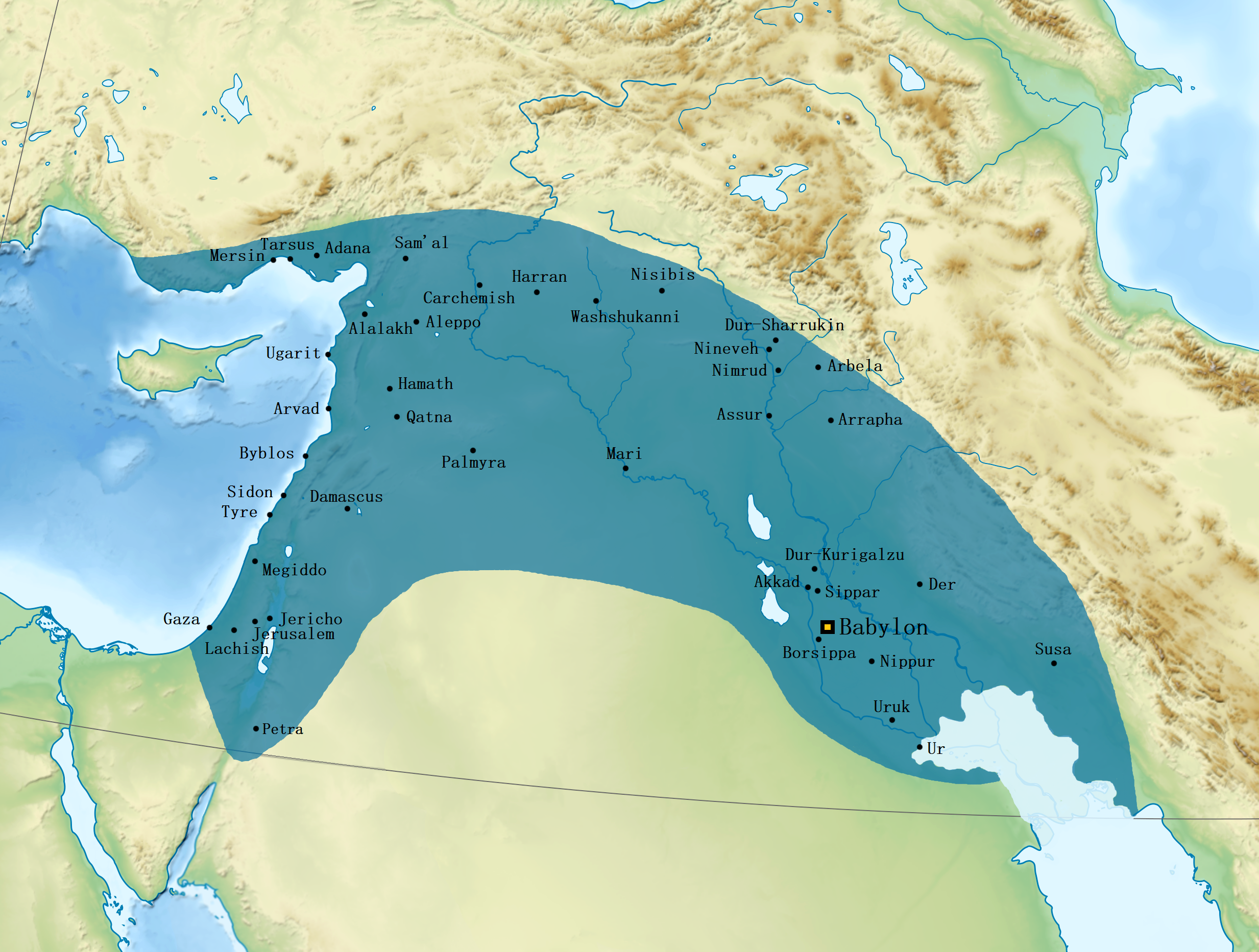
Mapa do Império Neobabilônico sob Nabucodonosor

Embora pouca informação sobreviva a respeito deles, a Crônica Babilônica preserva breves relatos das atividades militares de Nabucodonosor em seus primeiros onze anos como rei. Em 604 a.C., Nabucodonosor fez campanha no Levante mais uma vez, conquistando a cidade de Ascalão. De acordo com a Crônica da Babilônia, o rei de Ascalão foi capturado e levado para a Babilônia, e a cidade foi saqueada e destruída. Escavações modernas em Ascalão confirmaram que a cidade foi mais ou menos destruída neste período. A campanha de Ascalão foi precedida por uma campanha na Síria, que teve mais sucesso do que a primeira de Nabucodonosor, resultando em juramentos de fidelidade dos governantes da Fenícia.
Em 603 a.C., Nabucodonosor fez campanha em um país cujo nome não foi preservado na cópia remanescente da crônica. A crônica registra que essa campanha foi extensa, visto que o relato menciona a construção de grandes torres de cerco e o cerco de uma cidade, cujo nome também não sobreviveu. Anson Rainey especulou em 1975 que a cidade tomada era Gaza, enquanto Nadav Na'aman pensou em 1992 que era Kummuh no sudeste da Anatólia. Na segunda metade do século V a.C., alguns documentos mencionavam as cidades de Iscalanu (o nome derivado de Ascalão) e Hazatu (o nome possivelmente derivado de Gaza) perto da cidade de Nipur, indicando que os deportados de ambas as cidades viviam perto de Nipur, e, portanto, possivelmente, eles foram capturados na mesma época.
Em 602 e 601 a.C., Nabucodonosor fez campanha no Levante, embora poucas informações sobrevivam além de que uma 'vasta' quantidade de butim foi trazida do Levante para a Babilônia em 602 a.C. Por conta da entrada de 602 a.C. também se referindo a Nabusumalisir, irmão mais novo de Nabucodonosor, em um contexto fragmentário e pouco claro, é possível que Nabusumalisir liderou uma revolta contra seu irmão na tentativa de usurpar o trono naquele ano, especialmente porque ele não é mais mencionado em nenhuma fonte após 602 a.C. O dano ao texto, no entanto, torna esta ideia especulativa e conjectural.

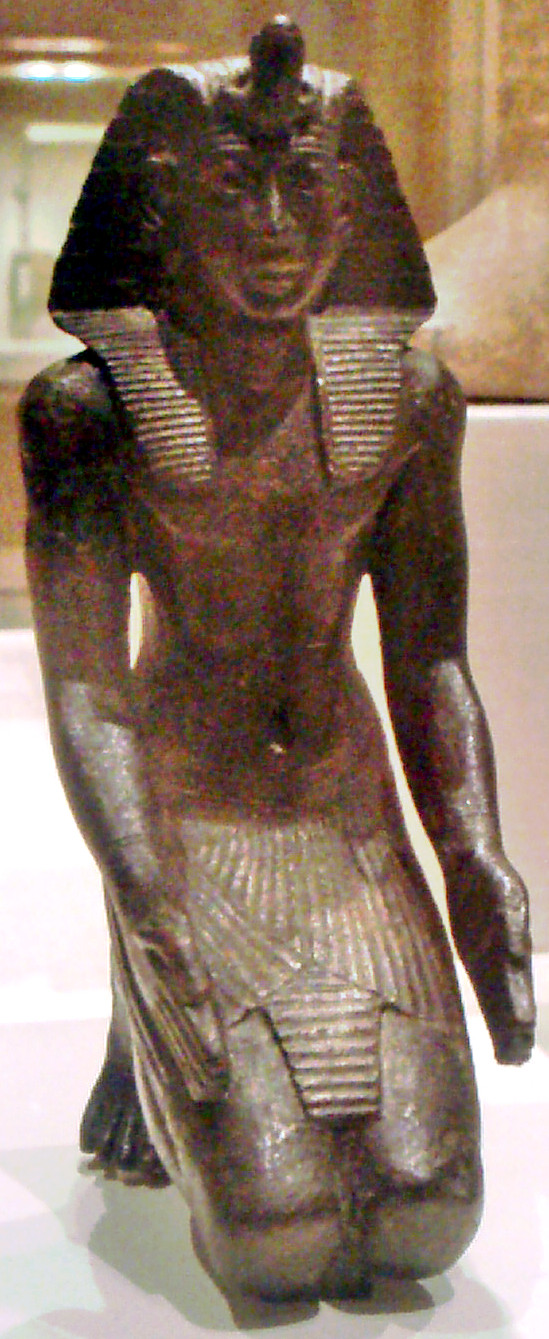
Estátua provavelmente representando o Faraó Necao II do Egito, que foi derrotado em Carquemis por Nabucodonosor em, mas lutou contra a invasão do Egito por Nabucodonosor em

Na campanha de 601 a.C., Nabucodonosor partiu do Levante e marchou para o Egito. Apesar da derrota em Carquemis em 605 a.C., o Egito ainda tinha uma grande influência no Levante, embora a região estivesse ostensivamente sob domínio babilônico. Assim, uma campanha contra o Egito era lógica para afirmar o domínio babilônico e também trazia enormes benefícios econômicos e propagandísticos, mas também era arriscada e ambiciosa. O caminho para o Egito era difícil, e a falta de controle seguro de qualquer um dos lados do deserto do Sinai poderia significar um desastre. A invasão do Egito por Nabucodonosor falhou—a Crônica da Babilônia afirma que os exércitos egípcio e babilônico sofreram um grande número de baixas. Embora o Egito não tenha sido conquistado, a campanha resultou na contenção momentânea do interesse egípcio no Levante, visto que Necao II desistiu de suas ambições na região. Em 599 a.C., Nabucodonosor marchou com seu exército para o Levante e então fez uma incursão contra os árabes no deserto da Síria. Embora aparentemente bem-sucedido, não está claro quais foram as conquistas obtidas nesta campanha.

Em 598 a.C., Nabucodonosor fez campanha contra o Reino de Judá, conseguindo capturar a cidade de Jerusalém. Judá representou um alvo principal da atenção da Babilônia, visto que estava no epicentro da competição entre a Babilônia e o Egito. Por volta de 601 a.C., o rei de Judá, Joaquim, começou a desafiar abertamente a autoridade babilônica, contando com que o Egito apoiaria sua causa. O primeiro ataque de Nabucodonosor, 598–597 a.C., a Jerusalém está registrado na Bíblia, mas também na Crônica da Babilônia, que o descreve da seguinte maneira:
No sétimo ano [de Nabucodonosor], no mês de Quislimu, o rei de Acádia reuniu suas tropas, marchou para o Levante e estabeleceu quartéis de frente para a cidade de Judá [Jerusalém]. No mês de Adaru [no início de 597 a.C.], no segundo dia, ele tomou a cidade e capturou o rei. Lá ele instalou um rei de sua escolha. Ele coletou seu tributo massivo e voltou para a Babilônia.
Joaquim morreu durante o cerco de Nabucodonosor e foi substituído por seu filho, Jeconias, que foi capturado e levado para a Babilônia, com seu tio Zedequias instalado em seu lugar como rei de Judá. Depois disso, Jeconias é registrado como estando vivo na Babilônia, com registros até 592 ou 591 a.C. listando-o entre os recipientes de comida no palácio de Nabucodonosor e ainda se referindo a ele como o 'rei da terra de Judá'.
Em 597 a.C., o exército babilônico partiu para o Levante novamente, mas parece não ter se envolvido em nenhuma atividade militar, pois voltou imediatamente após chegar ao Eufrates. Em 596 a.C., Nabucodonosor marchou com seu exército ao longo do rio Tigre para lutar contra os elamitas, mas nenhuma batalha aconteceu, pois os elamitas recuaram com medo quando Nabucodonosor estava a um dia de marcha de distância. Em 595 a.C., Nabucodonosor ficou em casa na Babilônia, mas logo teve que enfrentar uma rebelião contra seu governo lá, embora tenha derrotado os rebeldes, com a crônica afirmando que o rei 'pôs seu grande exército à espada e conquistou seu inimigo'. Pouco depois, Nabucodonosor novamente fez campanha no Levante e garantiu grandes quantias de tributo. No último ano registrado na crônica, 594 a.C., Nabucodonosor fez campanha no Levante mais uma vez.
Foram vários anos sem qualquer atividade militar digna de nota. Notavelmente, Nabucodonosor passou todo o ano de 600 a.C. na Babilônia, quando a crônica desculpou o rei afirmando que ele ficou na Babilônia para 'reequipar seus numerosos cavalos e carruagens'. Alguns dos anos em que Nabucodonosor saiu vitorioso também dificilmente podem ser considerados desafios reais. Atacar os árabes em 599 a.C. não foi uma grande conquista militar e a vitória sobre Judá e a retirada dos elamitas não foram garantidas no campo de batalha. Assim, parece que Nabucodonosor obteve pouco sucesso militar após o fracasso de sua invasão ao Egito. O fraco histórico militar de Nabucodonosor teve consequências geopolíticas perigosas. A se acreditar no registro bíblico, no quarto ano de Zedequias como rei de Judá (594 a.C.), os reis de Amom, Edom, Moabe, Sidom e Tiro se reuniram em Jerusalém para lidar com a possibilidade de se livrar do controle babilônico. A evidência de que o controle babilônico estava começando a se desfazer também é clara nos registros contemporâneos da Babilônia, como a rebelião mencionada na própria Babilônia, bem como nos registros de um homem sendo executado em 594 a.C. em Borsipa por "quebrar seu juramento ao rei". A quebra do juramento foi tão grave que o juiz no julgamento foi o próprio Nabucodonosor. Também é possível que as relações babilônica-medas estivessem se tornando tensas, com registros de um "desertor meda" sendo alojado no palácio de Nabucodonosor e algumas inscrições indicando que os medos estavam começando a ser vistos como 'inimigos'. Por volta de 594 a.C., o fracasso da invasão egípcia e o estado sem brilho das outras campanhas de Nabucodonosor pairavam alto. De acordo com o assiriólogo Israel Ephʿal, a Babilônia naquela época era vista por seus contemporâneos mais como um 'tigre de papel' (ou seja, uma ameaça ineficaz) do que um grande império, como a Assíria havia sido apenas algumas décadas antes.

### Destruição de Jerusalém

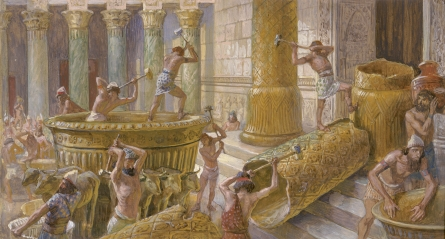
Pintura do século XIX ou XX por James Tissot retratando as forças babilônicas destruindo Jerusalém

Desde sua nomeação como rei de Judá, Zedequias esperou o momento oportuno para se livrar do controle babilônico. Após a morte do Faraó Necao II em 595 a.C., a intervenção egípcia nos assuntos do Levante aumentou mais uma vez sob seus sucessores, Psamético II (r. 595–589 a.C.) e Apriés (r. 589–570 a.C.), que trabalharam para encorajar rebeliões antibabilônicas. É possível que o fracasso da Babilônia em invadir o Egito em 601 a.C. tenha ajudado a inspirar revoltas contra o Império Babilônico. O resultado desses esforços foi a revolta aberta de Zedequias contra a autoridade de Nabucodonosor. Infelizmente, nenhuma fonte cuneiforme foi preservada desta época e o único relato conhecido da queda de Judá é o relato bíblico.

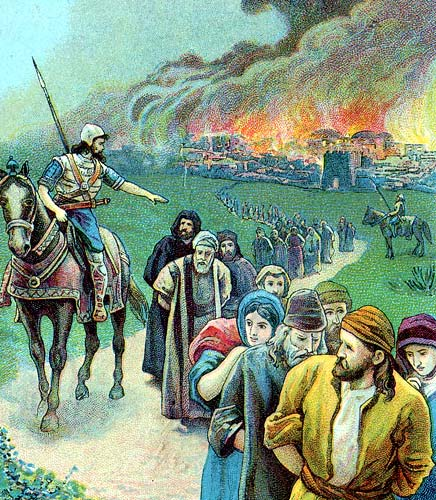
A destruição de Jerusalém e o início do cativeiro babilônico, conforme representado em uma ilustração da Bíblia do início do século XX

Em 589 a.C., Zedequias se recusou a pagar tributo a Nabucodonosor, e foi seguido de perto por Etbaal III, rei de Tiro. Em resposta à revolta de Zedequias, Nabucodonosor conquistou e destruiu o Reino de Judá em 586 a.C., uma das grandes conquistas de seu reinado. A campanha, que provavelmente terminou no verão de 586 a.C., resultou na pilhagem e destruição da cidade de Jerusalém, um fim permanente para Judá, e levou ao cativeiro babilônico, quando os judeus foram capturados e deportado para a Babilônia. Escavações arqueológicas confirmam que Jerusalém e a área circundante foram destruídas e despovoadas. É possível que a intensidade da destruição realizada por Nabucodonosor em Jerusalém e em outras partes do Levante foi devido à implementação de algo semelhante a uma política de terra arrasada, com o objetivo de impedir o Egito de se firmar lá.
Parte da administração judaica foi autorizada a permanecer na região sob o governador Gedalias, governando a partir de Mispá sob estrito monitoramento babilônico. De acordo com a Bíblia, e com o historiador judeu do século I Flávio Josefo, Zedequias tentou fugir depois de resistir aos babilônios, mas foi capturado em Jericó e sofreu um destino terrível. De acordo com a narrativa, Nabucodonosor queria fazer dele um exemplo, visto que Zedequias não era um vassalo comum, mas um vassalo nomeado diretamente por Nabucodonosor. Como tal, Zedequias supostamente foi levado para Riblá, no norte da Síria, onde ele teve que assistir seus filhos serem executados antes de ter seus olhos arrancados e ser enviado para prisão na Babilônia.
De acordo com os Livros dos Reis na Bíblia, a campanha contra Judá foi mais longa do que as guerras típicas da Mesopotâmia, com o cerco de Jerusalém durando de 18 a 30 meses (dependendo do cálculo), em vez da duração típica de menos de um ano. Se a duração incomum do cerco indica que o exército babilônico estava fraco, incapaz de invadir a cidade por mais de um ano, ou que Nabucodonosor nessa época havia conseguido estabilizar seu governo na Babilônia e poderia travar uma guerra pacientemente sem ser pressionado na hora de escalar o cerco, não é certo.

### Campanhas militares posteriores

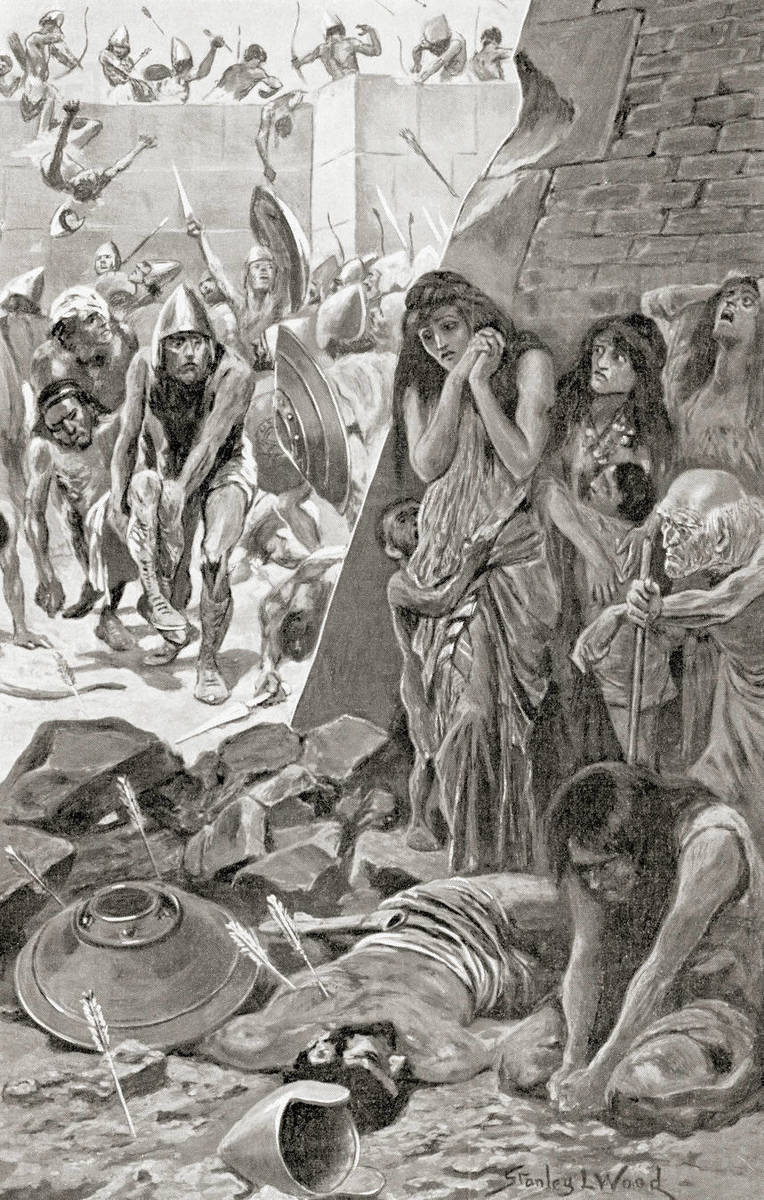
Tiro sitiada por Nabucodonosor da Babilônia por Stanley Llewellyn Wood (1915)

Como Heródoto descreve o Faraó Apriés como fazendo campanha no Levante, tomando a cidade de Sidom e lutando contra os tírios, é possível que os egípcios tenham se aproveitado do fato de os babilônios estarem preocupados em sitiar Jerusalém para invadir o Levante mais uma vez. É improvável que Apriés tenha tido tanto sucesso quanto Heródoto descreve, visto que não está claro como a marinha egípcia teria derrotado as marinhas superiores das cidades fenícias, e, mesmo que algumas cidades tivessem sido tomadas, elas devem ter caído logo depois nas mãos da Babilônia novamente. Tiro havia se rebelado contra Nabucodonosor mais ou menos na mesma época que Judá, e Nabucodonosor decidiu retomar a cidade após sua vitória sobre os judeus.
O livro bíblico de Ezequiel descreve Tiro em 571 a.C. como se tivesse sido recentemente capturada pelo exército babilônico. A suposta duração do cerco, 13 anos, foi apenas fornecida por Flávio Josefo, e está sujeita a debate entre os estudiosos modernos. O relato de Josefo sobre o reinado de Nabucodonosor obviamente não é inteiramente histórico, pois ele descreve Nabucodonosor como, cinco anos após a destruição de Jerusalém, invadindo o Egito, capturando o Faraó e nomeando outro Faraó em seu lugar. Josefo declara que Nabucodonosor sitiou Tiro no sétimo ano de "seu" reinado, embora não esteja claro sobre "seu" neste contexto se refere a Nabucodonosor ou Itobaal III de Tiro. Se se refere a Nabucodonosor, é improvável que um cerco iniciado em 598 a.C. e durando treze anos, mais tarde simultaneamente com o cerco de Jerusalém, não tenha sido mencionado nos registros da Babilônia. Se o sétimo ano de Itobaal for pretendido, o início do cerco pode, conjeturalmente, ser colocado após a queda de Jerusalém. Se o cerco com duração de 13 anos for considerado pelo valor de face, o cerco não teria terminado antes de 573 ou 572 a.C. A suposta extensão do cerco pode ser atribuída à dificuldade em sitiar a cidade: Tiro estava localizada em uma ilha a 800 metros da costa e não poderia ser tomada sem o apoio naval. Embora a cidade tenha resistido a vários cercos, ela não seria capturada até o cerco de Alexandre, o Grande, em 332 a.C.
No final, o cerco foi resolvido sem a necessidade de batalha e não resultou na conquista de Tiro. Parece que o rei de Tiro e Nabucodonosor chegaram a um acordo para Tiro continuar a ser governada por reis vassalos, embora provavelmente sob controle babilônico mais pesado do que antes. Documentos de Tiro perto do final do reinado de Nabucodonosor demonstram que a cidade havia se tornado um centro para os assuntos militares babilônicos na região. De acordo com a tradição judaica posterior, é possível que Itobaal III tenha sido deposto e levado como prisioneiro para a Babilônia, com outro rei, Baal II, proclamado por Nabucodonosor em seu lugar. As campanhas de Nabucodonosor no Levante, principalmente aquelas dirigidas a Jerusalém e Tiro, completaram a transformação do Império Neobabilônico de um estado remanescente do Império Neoassírio para o novo poder dominante do Antigo Oriente Próximo. Ainda assim, as realizações militares de Nabucodonosor podem ser questionadas, dado que as fronteiras de seu império, no final de seu reinado, não aumentaram visivelmente em tamanho e que seu principal rival, o Egito, não se submetera ao seu governo. Mesmo depois de um reinado de várias décadas, a maior vitória de Nabucodonosor continuou sendo sua vitória sobre os egípcios em Carquemis em 605 a.C., antes mesmo de se tornar rei.
É possível que Nabucodonosor tenha feito campanha contra o Egito em 568 a.C., dado que uma inscrição babilônica fragmentária, pela designação moderna BM 33041, daquele ano registra a palavra 'Egito', bem como possivelmente vestígios do nome 'Amásis' (o nome do então atual faraó, Amásis II (r. 570–526 a.C.). Uma estela de Amásis, também fragmentária, também pode descrever um ataque naval e terrestre combinado pelos babilônios. As evidências para esta campanha são escassas e as leituras das inscrições relevantes não são certas. Se Nabucodonosor fez campanha contra o Egito novamente, ele não teve sucesso de novo, visto que o Egito não ficou sob o domínio da Babilônia.

### Projetos de construção

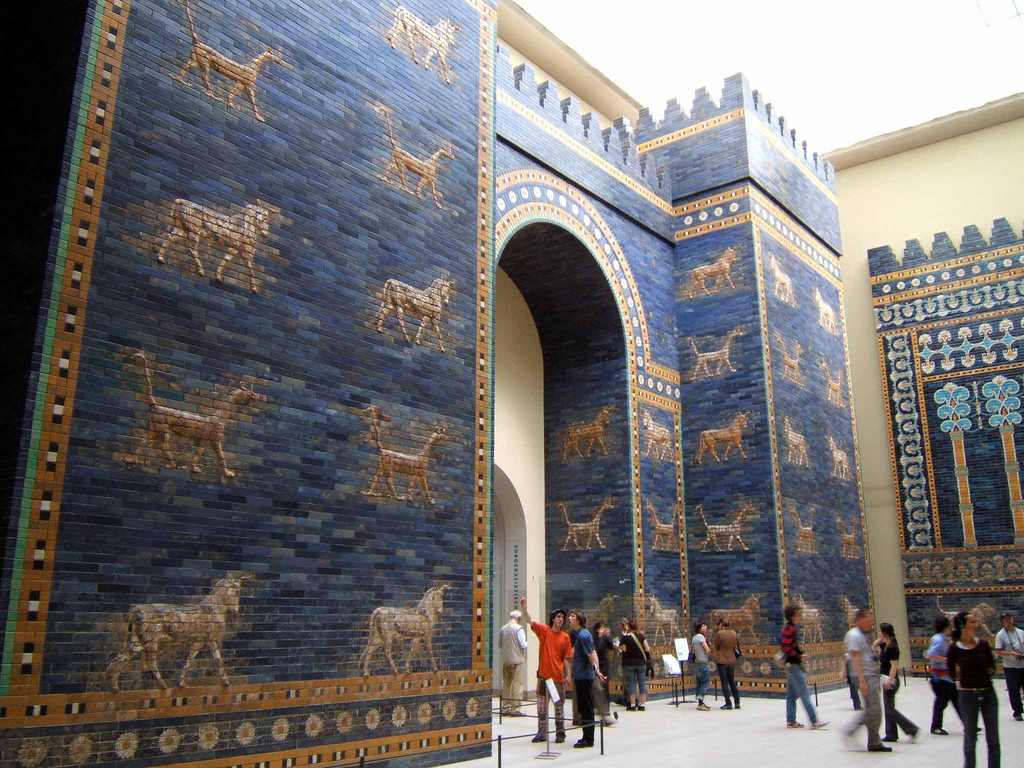
Porta de Istar da Babilônia, restaurada e embelezada no reinado de Nabucodonosor

O rei babilônico era tradicionalmente um construtor e restaurador e, como tal, projetos de construção em grande escala eram importantes como um fator de legitimação para os governantes babilônios. Nabucodonosor expandiu e reconstruiu amplamente sua capital, Babilônia, e as mais modernas interpretações históricas e arqueológicas da cidade refletem sua aparência após os projetos de construção de Nabucodonosor. Os projetos foram possíveis devido à economia próspera durante o reinado de Nabucodonosor, sustentado por suas conquistas. Suas inscrições de construção registram o trabalho feito em vários templos, notadamente a restauração do Esagila, o principal templo da divindade nacional da Babilônia, Marduque, e a conclusão do Etemenanqui, um grande zigurate dedicado a Marduque.

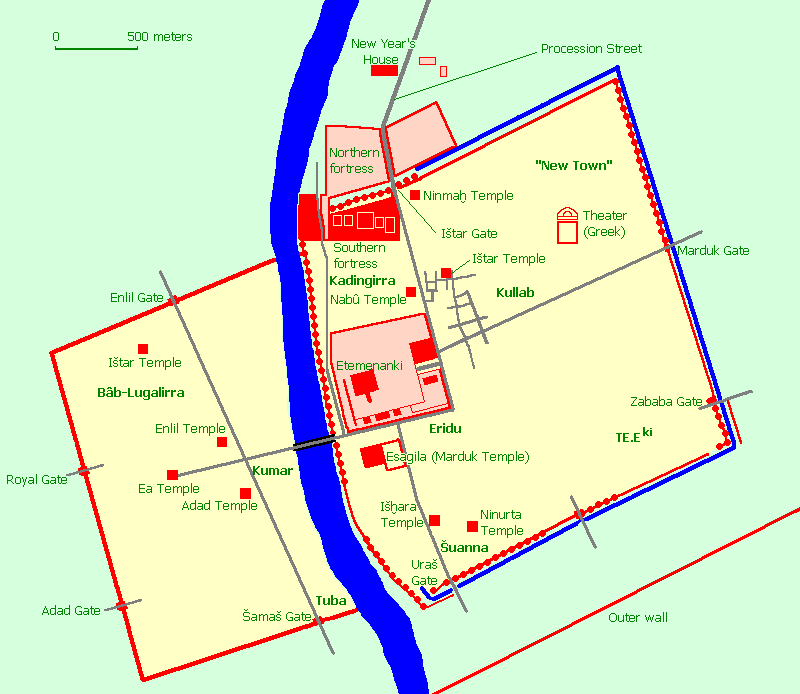
Planta da cidade da Babilônia, mostrando os locais dos principais pontos de interesse. As paredes externas e o Palácio de Verão do norte não são mostrados

Um extenso trabalho também foi realizado em estruturas civis e militares. Entre os esforços mais impressionantes estava o trabalho feito em torno da entrada cerimonial do norte da cidade, o Porta de Istar. Esses projetos incluíram trabalhos de restauração no Palácio Sul, dentro das muralhas da cidade, a construção de um Palácio Norte completamente novo, do outro lado das paredes voltadas para o portão, bem como a restauração da Via Processional da Babilônia, que passava pelo portão, e do próprio portão. As ruínas do Palácio Norte de Nabucodonosor estão mal preservadas e, como tal, sua estrutura e aparência não são totalmente compreendidas. Nabucodonosor também construiu um terceiro palácio, o Palácio de Verão, erigido a alguma distância ao norte das muralhas internas da cidade, no canto mais nortenho das muralhas externas.
A Porta de Istar restaurada foi decorado com tijolos glasurados em azul e amarelo e representações de touros (símbolos do deus Adade) e dragões (símbolos do deus Marduque). Tijolos semelhantes foram usados nas paredes ao redor da Via Processional, que também apresentava representações de leões (símbolos da deusa Istar). A Via Processional da Babilônia, a única rua escavada na Mesopotâmia, corria ao longo das paredes orientais do Palácio Sul e saía das paredes internas da cidade no Portão de Istar, passando pelo Palácio Norte. Ao sul, esta rua passava pelo Etemenanki, virando para o oeste e passando por cima de uma ponte construída sob o reinado de Nabopolassar ou Nabucodonosor. Alguns dos tijolos da Via Processional levam o nome do rei neoassírio Senaqueribe (r. 705–681 a.C.) na parte inferior, talvez indicando que a construção da rua já havia começado durante seu reinado, mas o fato de a parte superior dos tijolos levar o nome de Nabucodonosor sugere que a construção da rua foi concluída sob o reinado de Nabucodonosor. De acordo com o Easton's Bible Dictionary, 9/10 dos tijolos das ruínas da Babilônia, e 19/20 das demais ruínas, contêm o nome de Nabucodonosor inscrito nelas. Tijolos glasurados como os usados na Via Processional também foram usados na sala do trono do Palácio Sul, que era decorada com representações de leões e palmeiras altas estilizadas.
Nabucodonosor também dirigiu os esforços de construção na cidade de Borsipa, com várias de suas inscrições registrando o trabalho de restauração no templo daquela cidade, o Ezida, dedicado ao deus Nabu. Além disso, Nabucodonosor também restaurou o zigurate de Ezida, o Eurmeiminanqui, e também trabalhou no templo de Gula, Etila, bem como em vários outros templos e santuários da cidade. Nabucodonosor também consertou as paredes de Borsipa.
Outros grandes projetos de construção de Nabucodonosor incluem o Nar-Samas, um canal para trazer água do Eufrates perto da cidade de Sipar, e a Muralha Meda, uma grande estrutura defensiva construída para defender a Babilônia contra incursões do norte. A Muralha Meda foi uma das duas paredes construídas para proteger a fronteira norte da Babilônia. Outra evidência de que Nabucodonosor acreditava que o norte era o ponto mais provável de ataque para seus inimigos vem de que ele fortificou as paredes das cidades do norte, como Babilônia, Borsipa e Quis, mas deixou as paredes das cidades do sul, como Ur e Uruque, conforme estavam. Nabucodonosor também começou a trabalhar no Canal Real, também conhecido como Canal de Nabucodonosor, um grande canal que liga o Eufrates ao Tigre que com o tempo transformou completamente a agricultura da região, mas a estrutura não foi concluída até o reinado de Nabonido, que governou como o último rei do Império Neobabilônico de 556 a 539 a.C.

### Morte e sucessão
Nabucodonosor morreu na Babilônia em 562 a.C. A última tabuleta conhecida datada do reinado de Nabucodonosor, de Uruque, é datada do mesmo dia, 7 de outubro, assim como a primeira tabuleta conhecida de seu sucessor, Evil-Merodaque, de Sipar. Os deveres administrativos de Evil-Merodaque provavelmente começaram antes de ele se tornar rei, durante as últimas semanas ou meses do reinado de seu pai, quando Nabucodonosor estava doente e morrendo. Tendo governado por 43 anos, o reinado de Nabucodonosor foi o mais longo de sua dinastia e ele seria lembrado favoravelmente pelos babilônios.
A sucessão a Nabucodonosor parece ter sido problemática. Em uma das inscrições escritas muito tarde em seu reinado, depois que Nabucodonosor já havia governado por quarenta anos, ele afirma que havia sido escolhido para o reinado pelos deuses antes mesmo de ter nascido. Enfatizar a legitimidade divina de uma maneira tão grande quanto esta inscrição geralmente só era feito por usurpadores ou se houvesse problemas políticos com seu sucessor pretendido. Dado que Nabucodonosor foi rei por várias décadas e foi o herdeiro legítimo de seu predecessor, a primeira opção parece improvável. Por razões desconhecidas, Nabucodonosor escolheu Evil-Merodaque, que não era seu filho mais velho, para ser seu príncipe herdeiro. A escolha é especialmente estranha, dado que algumas fontes sugerem que a relação entre Nabucodonosor e Evil-Merodaque era particularmente pobre, com um texto sobrevivente descrevendo ambas as partes em alguma forma de conspiração e acusando um deles (o texto é fragmentário demais para determinar qual) de falhar nos deveres mais importantes da realeza babilônica por meio da exploração da população da Babilônia e da profanação de seus templos. Evil-Merodaque também em um ponto parece ter sido preso por seu pai, possivelmente por causa da aristocracia babilônica o ter proclamado como rei enquanto Nabucodonosor estava fora. É possível que Nabucodonosor pretendesse substituir Evil-Merodaque como herdeiro por outro filho, mas morreu antes de fazer isso.

## Família e filhos

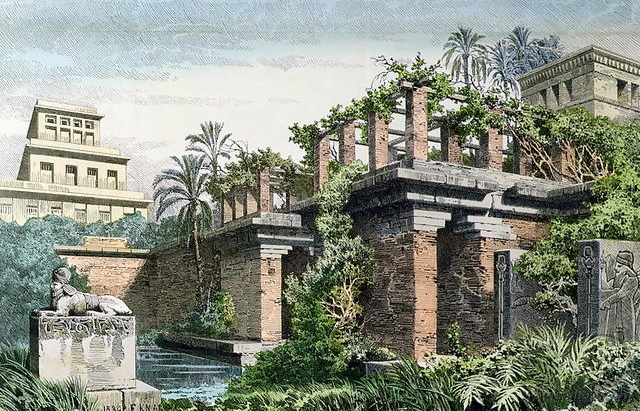
Os jardins suspensos da Babilônia, conforme representados por Ferdinand Knab em 1886. Segundo a tradição, os jardins foram construídos por Nabucodonosor para sua esposa, Amitis da Média, para que ela sentisse menos saudades de casa

Nenhum documento babilônico contemporâneo sobrevivente fornece o nome da esposa de Nabucodonosor. De acordo com Beroso, seu nome era Amitis, filha de Astíages, rei dos medos. Beroso escreve que '[Nabopolassar] enviou tropas para ajudar Astíages, o chefe tribal e sátrapa dos medos, a fim de obter uma filha de Astíages, Amitis, como esposa para seu filho [Nabucodonosor]'. Embora o historiador grego Ctésias tenha escrito que Amitis era o nome de uma filha de Astíages que se casou com Ciro, o Grande da Pérsia, parece mais provável que uma princesa meda se casasse com um membro da família real da Babilônia, considerando as boas relações estabelecidas entre os dois durante o reinado de Nabopolassar. Dado que Astíages ainda era muito jovem durante o reinado de Nabopolassar para já ter filhos, e ainda não era rei, parece mais provável que Amitis fosse irmã de Astíages e, portanto, filha de seu predecessor, Ciaxares. Ao casar seu filho com uma filha de Ciaxares, o pai de Nabucodonosor, Nabopolassar, provavelmente procurou selar a aliança entre os babilônios e os medos. De acordo com a tradição, Nabucodonosor construiu os Jardins Suspensos da Babilônia, uma das Sete Maravilhas do Mundo Antigo, apresentando arbustos, vinhas e árvores, bem como colinas artificiais, cursos d'água e colinas, de modo que Amitis sentisse menos saudades as montanhas da Média. Nenhuma evidência arqueológica para esses jardins foi encontrada.
Nabucodonosor tinha seis filhos conhecidos. A maioria dos filhos, com as exceções de Marduquenadinaqui e Eanasarrausur, são atestados muito tarde no reinado de seu pai. É possível que eles possam ter sido o produto de um segundo casamento e que possam ter nascido relativamente tarde no reinado de Nabucodonosor, possivelmente depois de suas filhas conhecidas. Os filhos conhecidos de Nabucodonosor são:
- Marduquenadinaqui (em acádio: Marduk-nādin-aḫi)[85] — o primeiro dos filhos atestados de Nabucodonosor, aparecendo em um documento legal, provavelmente como um adulto, pois ele é descrito como sendo responsável por sua própria terra já no terceiro ano de Nabucodonosor como rei (602/601 a.C.). Presumivelmente, o filho primogênito de Nabucodonosor, se não o filho mais velho, e, portanto, seu herdeiro legítimo.[87] Ele também é atestado bem tarde no reinado de Nabucodonosor, nomeado como um 'príncipe real' em um documento que registra a compra de tâmaras por Sin-mār-šarri-uṣur, seu servo, em 563 a.C.[86][79]
- Eanasarrausur (em acádio: Eanna-šarra-uṣur)[86] — nomeado como um 'príncipe real' entre dezesseis pessoas em um documento em Uruque de 587 a.C., registrado como recebedor de cevada 'para os doentes'.[86]
- Evil-Merodaque (em acádio: Amēl-Marduk),[75] originalmente denominado Nabusumauquim (Nabû-šum-ukīn)[75] — sucedeu a Nabucodonosor como rei em 562 a.C. Seu reinado foi marcado por intrigas e ele governou por apenas dois anos antes de ser assassinado e usurpado por seu cunhado, Neriglissar. Fontes posteriores da Babilônia falam mal de seu reinado.[84][88] Evil-Merodaque é atestado pela primeira vez, notavelmente como príncipe herdeiro, em um documento 566 a.C.[89] Dado que Evil-Merodaque tinha um irmão mais velho em Marduque-nadin-ahi, vivo em 563 a.C., por que ele foi nomeado príncipe herdeiro não está claro.[90]
- Marduquesumusur (em acádio: Marduk-šum-uṣur[85] ou Marduk-šuma-uṣur)[86] — nomeado como um 'príncipe real' em documentos dos anos 564 a.C. e 562 a.C. de Nabucodonosor, registrando pagamentos por seu escriba ao templo Ebabar em Sipar.[86]
- Musezibe-Marduque (em acádio: Mušēzib-Marduk)[85] — nomeado como um 'príncipe real' uma vez em uma tabuleta de 563 a.C.[86]
- Marduquenadinsumi (em acádio: Marduk-nādin-šumi)[86] — nomeado como um 'príncipe real' uma vez em uma tabuleta de 563 a.C.[86]

Três das filhas de Nabucodonosor são conhecidas pelo nome:
- Cassaia (em acádio: Kaššaya)[91] — atestada em vários documentos econômicos do reinado de Nabucodonosor como "a filha do rei".[92] Seu nome não é de origem clara; pode ser derivado da palavra kaššû (cassita).[93] Cassaia é atestada por textos contemporâneos como residente (e proprietária de terras em) Uruque.[25] Ela é tipicamente, embora especulativamente, identificada como a filha de Nabucodonosor que se casou com Neriglissar.[85][94]
- Ininetirate (em acádio: Innin-ēṭirat)[95] — atestada como "a filha do rei" em um documento de 564 a.C. que registra a concessão do status de mār-banûtu[95] ("status de um homem livre")[96] para um escravo com o nome de Nabû-mukkê-elip.[95] O documento em questão foi escrito na Babilônia, mas nomes incluindo o prefixo divino Innin são quase exclusivos de Uruque, sugerindo que ela residia naquela cidade.[25]
- Bauasitu (em acádio: Ba'u-asītu)[95] — atestada como a proprietária de um imóvel em um documento econômico. A leitura precisa e o significado de seu nome não são claros. Paul-Alain Beaulieu, que em 1998 publicou o texto traduzido que confirma sua existência, acredita que seu nome pode ser melhor interpretado como significando "Ba'u é uma/a médica".[97] O documento foi escrito em Uruque, onde Bauasitu supostamente viveu.[25]

É possível que uma das filhas de Nabucodonosor tenha se casado com o alto oficial Nabonido. O casamento com a filha de Nabucodonosor pode explicar como Nabonido se tornou rei e também o porquê de certas tradições posteriores, como o Livro de Daniel na Bíblia, descreverem o filho de Nabonido, Belsazar, como filho (descendente) de Nabucodonosor. Alternativamente, essas tradições posteriores podem derivar da propaganda real. O antigo historiador grego Heródoto nomeia a "última grande rainha" do Império Babilônico como 'Nitócris', embora esse nome (nem qualquer outro nome) não seja atestado em fontes babilônicas contemporâneas. A descrição de Nitócris por Heródoto contém uma riqueza de material lendário que torna difícil determinar se ele usa o nome para se referir à esposa ou mãe de Nabonido, mas William H. Shea propôs em 1982 que Nitócris pode ser provisoriamente identificada como o nome da esposa de Nabonido e mãe de Belsazar.

## Legado

### Avaliação por historiadores
Nabucodonosor é reconhecido como o maior e mais prestigioso rei do Império Neobabilônico. Devido à escassez de fontes, as avaliações dos historiadores de Nabucodonosor e seu reinado diferiram consideravelmente ao longo do tempo. Visto que a atividade militar não era um problema importante descrito nas inscrições de qualquer rei neobabilônico, independentemente de suas realizações militares reais, em nítido contraste com as inscrições de seus predecessores neoassírios, as próprias inscrições de Nabucodonosor falam muito pouco sobre suas guerras. Das cerca de cinquenta inscrições conhecidas do rei, apenas uma lida com ação militar e, neste caso, apenas conflitos de pequena escala na região do Líbano. Muitos assiriólogos, como Wolfram von Soden em 1954, inicialmente presumiram que Nabucodonosor tinha sido principalmente um rei-construtor, dedicando sua energia e esforços para construir e restaurar seu país. Uma grande mudança nas avaliações de Nabucodonosor veio com a publicação das tabuletas da Crônica Babilônica por Donald Wiseman em 1956, que cobrem os eventos geopolíticos dos primeiros onze anos de Nabucodonosor como rei. A partir da publicação dessas tabuletas, os historiadores passaram a perceber Nabucodonosor como um grande guerreiro, dedicando atenção especial às realizações militares de seu reinado.
De acordo com a historiadora Josette Elayi, escrevendo em 2018, Nabucodonosor é um tanto difícil de caracterizar devido à escassez de material original da Babilônia. Elayi escreveu, sobre Nabucodonosor, que "Ele foi um conquistador, embora possam ser feitas reservas sobre suas capacidades militares. Qualidades de estadista não faltaram, dado seu sucesso na construção do Império Babilônico. Ele foi um grande construtor, que restaurou um país que há muito havia sido devastado pela guerra. Isso é quase tudo que sabemos sobre ele, porque as Crônicas Babilônicas e outros textos dizem pouco sobre sua personalidade."

### Na tradição judaica e bíblica

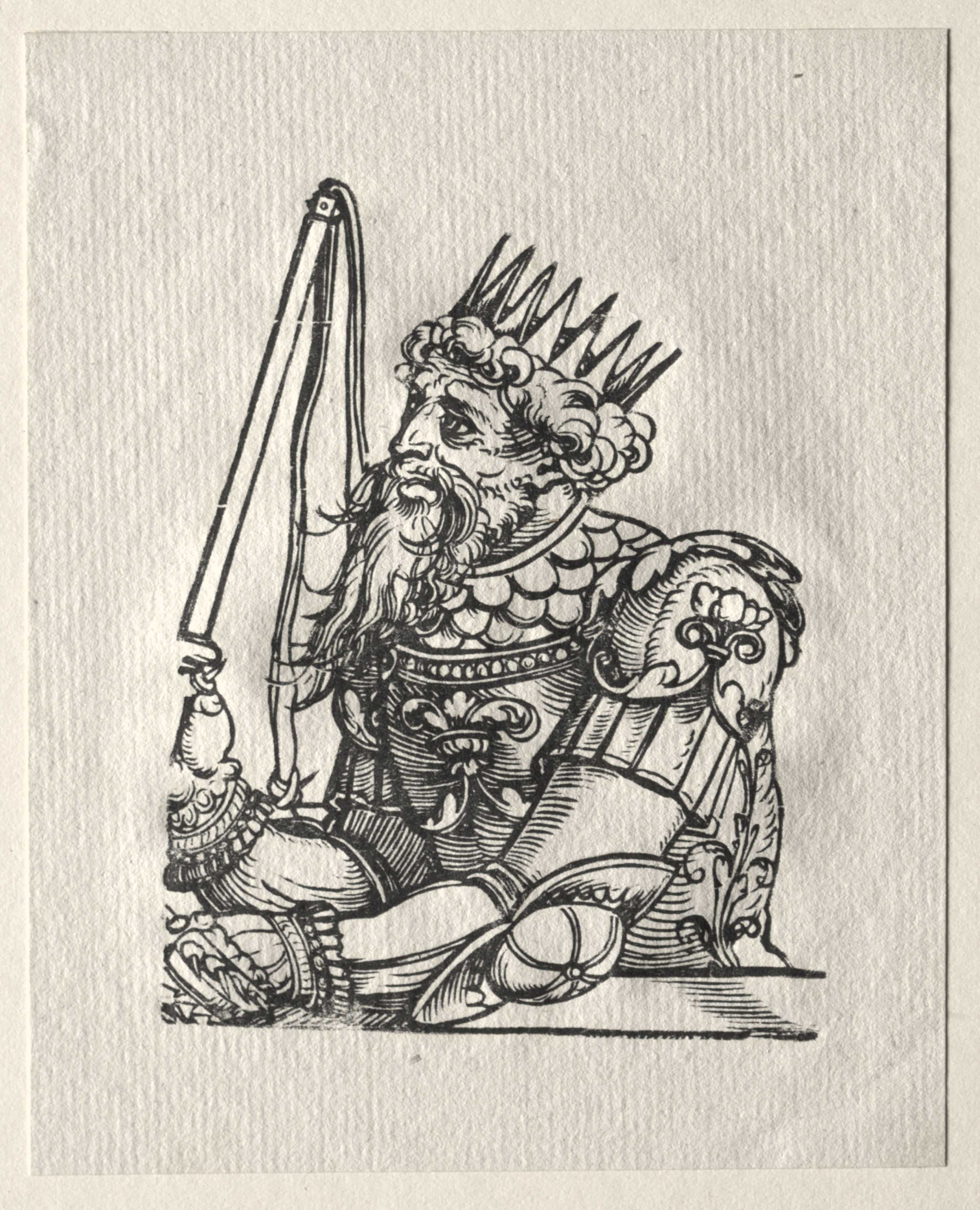
Xilogravura retratando Nabucodonosor II pelo gravador e e gravador alemão do século XVI Georg Pencz, de uma série de xilogravuras intitulada Tiranos do Antigo Testamento

O cativeiro babilônico iniciado por Nabucodonosor chegou ao fim com a queda da Babilônia para o xá aquemênida Ciro II em 539 a.C. Um ano depois de sua libertação, os judeus capturados voltaram à Palestina. Sua libertação fez pouco para apagar a memória de cinco décadas de prisão e opressão. Em vez disso, os relatos literários judaicos garantiram que os relatos das dificuldades enfrentadas pelos judeus, bem como pelo monarca responsável por isso, fossem lembrados para sempre. O livro de Jeremias chama Nabucodonosor de 'leão' e 'destruidor de nações'.
A história de Nabucodonosor, portanto, encontrou seu caminho para o Velho Testamento da Bíblia. A Bíblia narra como Nabucodonosor destruiu o Reino de Judá, sitiou, saqueou e destruiu Jerusalém, e como ele levou os judeus em cativeiro, retratando-o como um inimigo cruel do povo judeu. A Bíblia também retrata Nabucodonosor como o governante legítimo de todas as nações do mundo, nomeado para governar o mundo por Deus. Como tal, Judá, por meio de governo divino, deveria ter obedecido a Nabucodonosor e não se rebelado. Nabucodonosor também é descrito cumprindo sentenças de morte pronunciadas por Deus, matando dois falsos profetas. As campanhas de conquista de Nabucodonosor contra outras nações são retratadas como estando em linha com a vontade de Deus para o domínio de Nabucodonosor.

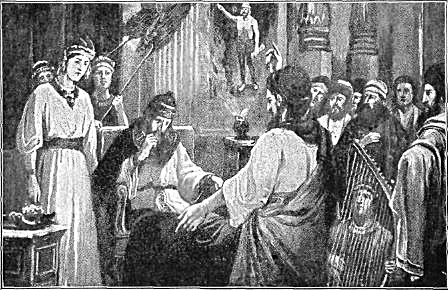
Ilustração de 1917 de Daniel interpretando os sonhos de Nabucodonosor

Apesar do retrato negativo de Nabucodonosor, ele é notavelmente referido com o epíteto 'meu servo' (isto é, servo de Deus) em três lugares no livro bíblico de Jeremias. O ataque de Nabucodonosor ao Reino de Judá é teologicamente justificado no Livro de Jeremias por conta da 'desobediência' de sua população a Deus, e o rei é chamado de 'Nabucodonosor, o rei da Babilônia, meu servo'. O livro de Jeremias também afirma que Deus fez toda a terra e a deu a quem parecia apropriado dá-la, decidindo dar todas as terras do mundo a 'Nabucodonosor, rei da Babilônia, meu servo'. O livro de Jeremias também profetiza a vitória de Nabucodonosor sobre o Egito, afirmando que 'Nabucodonosor, o rei da Babilônia, meu servo' invadirá o Egito e 'entregará à morte os designados para a morte, e ao cativeiro os designados para o cativeiro, e à espada os designados para a espada'. Dado que Nabucodonosor era o inimigo do que a Bíblia proclama como povo escolhido de Deus, possivelmente o pior inimigo que eles enfrentaram até este ponto, deve haver uma razão especial para se referir a ele com o epíteto 'meu servo'. Outros usos desse epíteto são geralmente limitados a algumas das figuras retratadas de forma mais positiva, como os vários profetas, Jacó (o símbolo do povo escolhido) e Davi (o rei escolhido). Klaas A. D. Smelik observou em 2004 que "na Bíblia Hebraica, não há melhor compania concebível do que essas; ao mesmo tempo, não há candidato menos provável para este título de honra do que o rei babilônico Nabucodonosor". É possível que o epíteto seja um acréscimo posterior, já que está faltando na versão da Septuaginta do Antigo Testamento, talvez adicionado depois que Nabucodonosor começou a ser visto sob uma luz ligeiramente mais favorável do que imediatamente após a destruição de Jerusalém. Alternativamente, possíveis explicações teológicas incluem Nabucodonosor, apesar de sua crueldade, sendo visto como um instrumento no cumprimento do plano universal de Deus, ou talvez que designá-lo como um 'servo' de Deus era para mostrar que os leitores não deveriam temer Nabucodonosor, mas seu verdadeiro mestre, Deus.

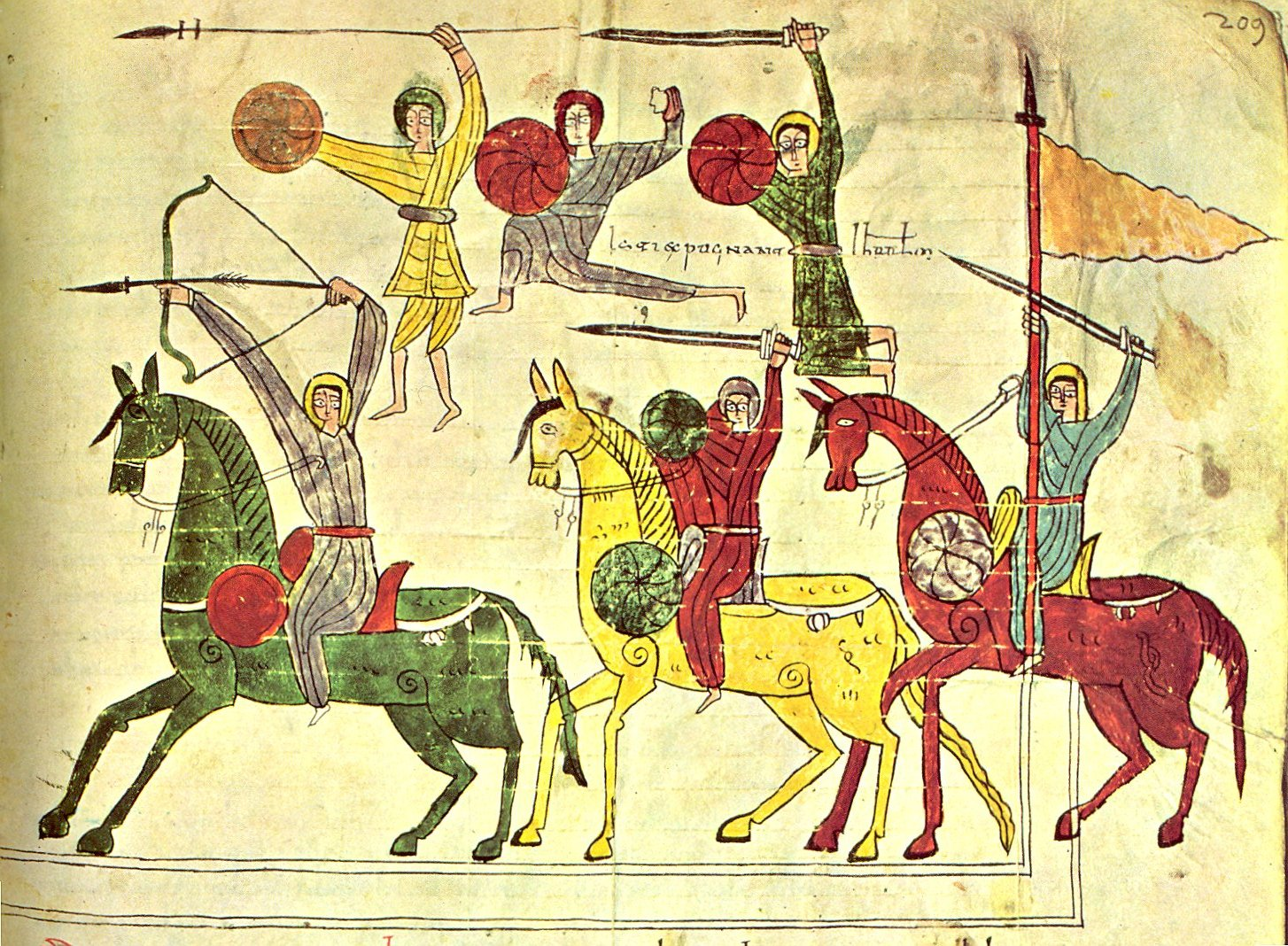
As forças de Nabucodonosor no cerco de Jerusalém, conforme retratado em um manuscrito francês do século X

No Livro de Daniel, reconhecido pelos estudiosos como uma obra de ficção histórica, Nabucodonosor recebe um retrato que difere consideravelmente de seu retrato no Livro de Jeremias. Na maior parte, ele é descrito como um governante impiedoso e despótico. Em Daniel 2, o rei tem um pesadelo e pede a seus sábios, incluindo Daniel e seus três companheiros Sadraque, Mesaque e Abednego, que interpretem o sonho, mas se recusa a declarar o conteúdo do sonho. Quando os servos protestaram, Nabucodonosor sentenciou todos eles (incluindo Daniel e seus companheiros) à morte. No final da história, quando Daniel interpretou com sucesso o sonho, Nabucodonosor se mostra muito grato, mostrando a Daniel com presentes, tornando-o governador da 'província da Babilônia' e fazendo dele o chefe dos sábios dos reinos. Uma segunda história (Daniel 3) novamente apresenta Nabucodonosor como um rei tirânico e pagão, que, depois de Daniel e seus companheiros se recusarem a adorar uma estátua de ouro recém-erguida, os sentencia à morte sendo jogados em uma fornalha. Depois que Daniel interpreta outro sonho como significando que Nabucodonosor perderá a cabeça e viverá como um animal por sete anos antes de ser restaurado ao seu estado normal, Nabucodonosor salva Daniel e seus companheiros de seu destino de fogo e reconhece o deus de Daniel como o 'senhor dos reis' e 'deus dos deuses'. Embora Nabucodonosor também seja mencionado como reconhecendo o deus judeu como o verdadeiro deus em outras passagens do livro de Daniel, é evidente que sua suposta conversão ao judaísmo não muda seu caráter violento, visto que ele proclama que quem fala mal de Deus 'serão cortados em pedaços e suas casas serão transformadas em um monturo'. O retrato de Nabucodonosor no livro de Daniel é o de um tirano inconstante que não é particularmente consistente em sua fé, longe dos típicos 'servos de Deus' em outros livros da Bíblia.

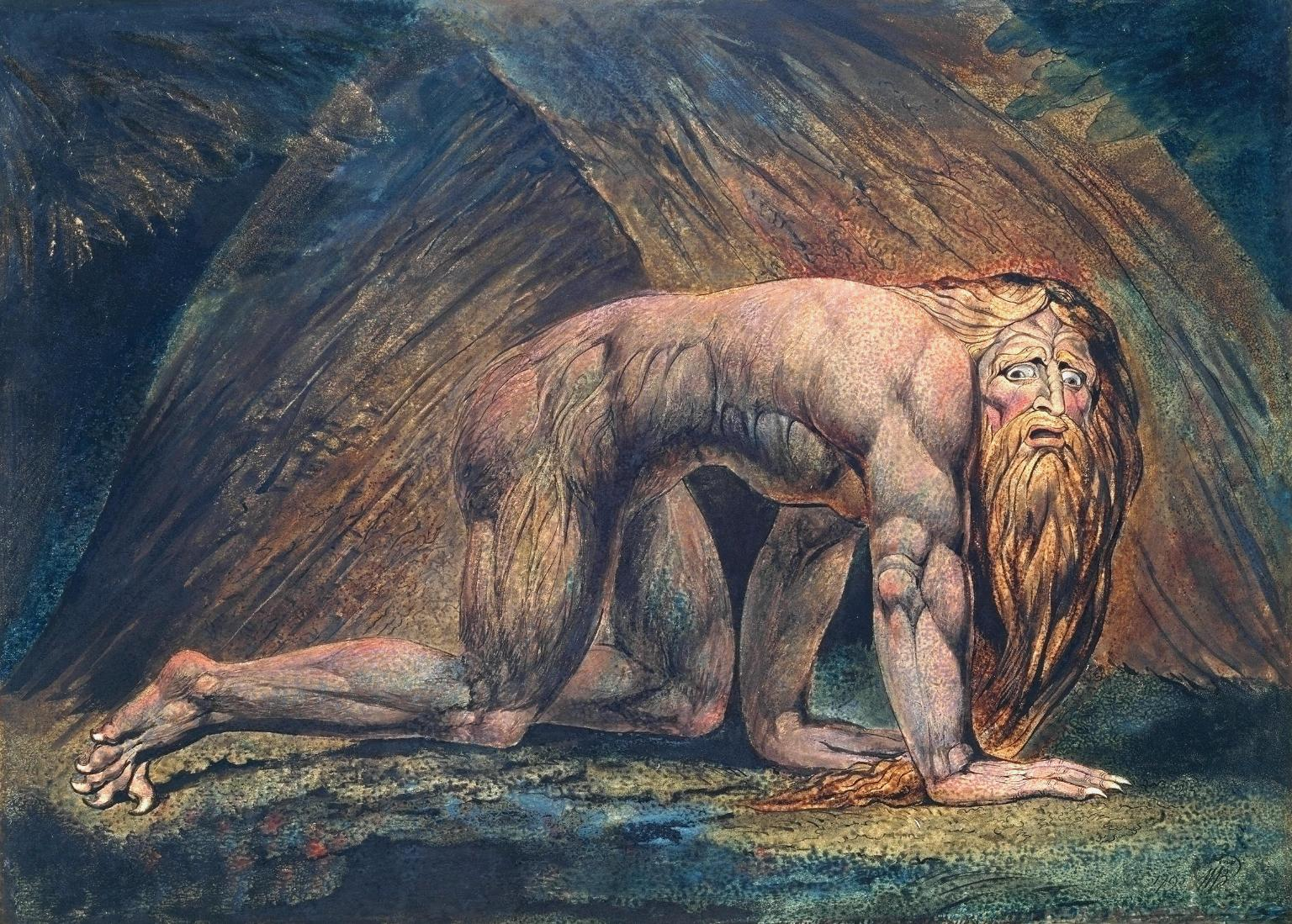
Nabucodonosor, por William Blake, em sua insanidade

Dado que Nabucodonosor é referido como o pai de Belsazar no Livro de Daniel, é provável que esta representação de Nabucodonosor, especialmente a história de sua loucura (Daniel 4), foi na verdade baseada no pai real de Belsazar, Nabonido, o último rei dos Império Neobabilônico (r. 556–539). Existem tradições judaicas e helenísticas separadas a respeito de Nabonido ter sido louco, e é provável que essa loucura tenha sido simplesmente reatribuída a Nabucodonosor no Livro de Daniel por meio de conflação. Algumas tradições posteriores confundiram Nabucodonosor com outros governantes também, como o assírio Assurbanípal (r. 669–631 a.C.), o persa Artaxerxes III (r. 358–338 a.C.), os selêucidas Antíoco IV Epifânio (r. 175–164 a.C.) e Demétrio I Sóter (r. 161–150 a.C.) e o armênio Tigranes, o Grande (r. 95–55 a.C.). O livro de Judite, que provavelmente aplica o nome de Nabucodonosor a Tigranes, o Grande da Armênia, refere-se a Nabucodonosor como um rei dos assírios, ao invés dos babilônios, e demonstra que Nabucodonosor ainda era visto como um rei mau, responsável por destruir Jerusalém, saquear seu templo, tomar os judeus como reféns na Babilônia e pelos vários crimes atribuídos a ele em escritos judaicos posteriores.

### Ópera
Nabucco é uma ópera em quatro atos de Giuseppe Verdi, com libreto de Temistocle Solera, escrita em 1842. A ação da ópera conta a história do rei Nabucodonosor da Babilônia. Foi escrita durante a época da ocupação austríaca no norte da Itália e, por meio da várias analogias, suscitou o sentimento nacionalista italiano. O Coro dos Escravos Hebreus, no terceiro ato da ópera (Va, pensiero, sull'ali dorate, "Vai, pensamento, sobre asas douradas") tornou-se uma música-símbolo do nacionalismo italiano da época.[carece de fontes?]

## Títulos
Na maioria de suas inscrições, Nabucodonosor é tipicamente intitulado apenas como 'Nabucodonosor, rei da Babilônia, filho de Nabopolassar, rei da Babilônia' ou 'Nabucodonosor, rei da Babilônia, aquele que cuida de Esagila e Ezida, filho de Nabopolassar, rei de Babilônia'. Em documentos econômicos, a Nabucodonosor também é atribuído o antigo título de 'rei do Universo', e às vezes ele também usava o título de 'rei da Suméria e Acádia', usado por todos os reis neobabilônicos. Algumas inscrições concedem a Nabucodonosor uma versão mais elaborada de seus títulos, incluindo a seguinte variante, atestada em uma inscrição da Babilônia:
Nabucodonosor, rei da Babilônia, príncipe piedoso, o favorito do deus Marduque, governante exaltado que é o amado do deus Nabu, aquele que delibera (e) adquire sabedoria, aquele que constantemente busca os caminhos de sua divindade (e) reverencia seu domínio, o governador infatigável que está preocupado em provisionar Esagila e Ezida diariamente e (que) constantemente busca coisas boas para Babilônia e Borsipa, o sábio (e) piedoso que fornece para Esagila e Ezida, principal herdeiro de Nabopolassar, rei da Babilônia, eu sou.